# 黄鶴楼送孟浩然之広陵
『黄鶴楼送孟浩然之広陵』（こうかくろうにて もうこうねんの こうりょうにゆくをおくる、黄鶴楼にて孟浩然の広陵に之くを送る）は、唐の詩人・李白が詠んだ七言絶句。

## 本文
| 黄鶴樓送孟浩然之廣陵 | 黄鶴樓送孟浩然之廣陵                                                    | 黄鶴樓送孟浩然之廣陵                                 |
| -------------------- | ----------------------------------------------------------------------- | ---------------------------------------------------- |
| 故人西辭黄鶴樓       | 故人 西のかた黄鶴楼を辞し こじん にしのかたこうかくろうをじし           | わが友は、西の黄鶴楼に別れを告げて、                 |
| 煙花三月下揚州       | 煙花三月 揚州に下る えんかさんがつ ようしゅうにくだる                   | 花がすみの三月に、揚州へと下っていく。               |
| 孤帆遠影碧空盡       | 孤帆の遠影 碧空に尽き こはんのえんえい へきくうにつき                   | ぽつんと浮かんだ帆掛け船の姿が青空に消えて、         |
| 惟見長江天際流       | 惟だ見る 長江の天際に流るるを ただみる ちょうこうのてんさいにながるるを | 後はただ、長江の流れが天の果てへと流れていくばかり。 |

平声の「樓」「州」「流」で押韻する。

## 解釈

黄鶴楼の位置

うららかな春霞のなか、敬愛する詩友の孟浩然が武昌からはるか東の揚州へ船出してゆく様を、李白が長江ほとりの黄鶴楼からいつまでも名残惜しく見送る離別の詩である。
詩題
- 「黄鶴樓」 - 水上交通の要地である武昌にあって長江の流れを一望できる名所[5]。唐代は現在のものより1キロほど西の、長江に突き出た岩山にあり[5]、その眺望から屈指の名勝として武漢随一の詩跡となった[5]。
- 「孟浩然」 - 李白より10歳ほど年長の詩友で、自然詩人・隠逸詩人として名高い[4]。
- 「廣陵」 - 揚州の古称[6]。あえて古名を用いることで、時間的・空間的広がりと[3]みやびなイメージが加わる[7]。

起句
- 「故人」 - 古なじみの親しい友人[4]。
- 「西辭」 - 西から東へ向けて出発する[1]。

承句
- 「煙」 - かすみ、もやを意味し[6]、「烟」とも書く[1]。「煙花」の解釈には「春霞のような一面の花々」「春霞に包まれた花」「春霞そのもの」と諸説ある[4]。
- 「花」 - 春の花の代表としては桃の花が挙げられる[8]。大陸の桃の花は鮮やかに赤い[8]。
- 「三月」 - 旧暦3月で、現代の4月・5月に相当する[9]。春たけなわという時候はむろん、目的地の揚州の繁栄ぶりも暗示される[7]。
- 「揚州」 - 大運河（京杭大運河）が長江と交わる交易の要衝として栄え[4]、当時は江南最大の大都会だった[6]。詩では美酒・美人・美景に興じる歓楽の地というイメージが伴なう[2]。現在の江蘇省揚州市江都区にあたり[10]、武漢からの距離は約1千キロ[11]、南宋の詩人である范成大の紀行文では武漢から鎮江（揚州と長江を挟んだ南岸）まで船旅で約40日かかったという[7]。

転句
- 「孤帆」 - ただ一つの帆影[1]。「孤舟」と同じ[9]。
- 「影」 - すがた、かたち[9]。「映」とするテキストもある[6]。
- 「碧空」 - 紺碧の空[1]、青緑の空[4]、無限に広がるライトブルー（英語版）の空間[7]。「碧山」とするテキストもある[6]。「遠影碧山」ならば「小さな帆かげが青々とした山へ溶け込むように消えていった」、「遠映碧山」ならば「小さな帆かげが青々とした山に姿を映していたが見えなくなった」といった意味合いになる[6]。
- 「盡」 - なくなる[9]。

結句
- 「惟」 - 「唯」と同じ音で、通用する[12]。
- 「天際」 - 大空と長江の交わる果て[1]。「際」は物の相接するキハを意味する[12]。

前半二句は、長い付き合いの敬愛する先輩である孟浩然が、春たけなわの花霞のなか江南随一の歓楽の大都会である揚州へ旅立つところから始まる。時節といい目的地といい、風流人の孟浩然にいかにもふさわしい。そうした明るく華やいだ前半から一転、後半は寂寥感をたたえた情景に切り替わる。長江のだだ広い水面に、孟浩然の乗った小さな帆影が水平線へと消えてゆくのを、見晴らしのよい黄鶴楼から李白はいつまでも見送り続ける。この情緒の転換は、「黄鶴楼」の黄・「煙花」の赤といった暖色の前半、「孤帆」の白・「碧空」「長江」の青といった寒色の後半、という色彩描写にも表れている。
一般に送別詩は宴席で披露されるため、別離の情景や悲嘆を詠み込むのが一般的であるが、この作品はすでに別れた後の情景から始まり、かつ情景描写に徹して作者の心情を直接的には全く述べていない点でユニークである。それにより叙景と叙情が渾然一体と化し、平易な詩句しか用いていないにもかかわらず深い余情を生んでいる。

## 制作
李白が37歳（開元25年）の頃、太原から安陸に帰り江夏・洞庭方面への遊歴中に武昌で孟浩然を見送った際の作とみられる。28歳時の作とする説もあるが、そうすると「故人」（ふるなじみ）という語がややそぐわない。
この作品に限らず李白の離別詩は、流れ去って戻らない流水に別離の喪失感を託したものが多く見られる。
李白にとって孟浩然は、詩風ではさほど影響を受けなかったが、詩友としては先輩として深く敬愛していた。李白が交際した詩人は案外少なく、「夫子」と親愛を込めて呼びかけたのは孟浩然くらいしかいない。孟浩然との交友を主題にした李白の詩には他に『贈孟浩然』『春日歸山寄孟浩然』がある。もっとも後者に関しては詩意が孟浩然でなく明らかに僧侶へ宛てたものであり、孟贊府の誤りとする説、そもそも李白の作かどうかも疑わしいとする説がある。

## 評価

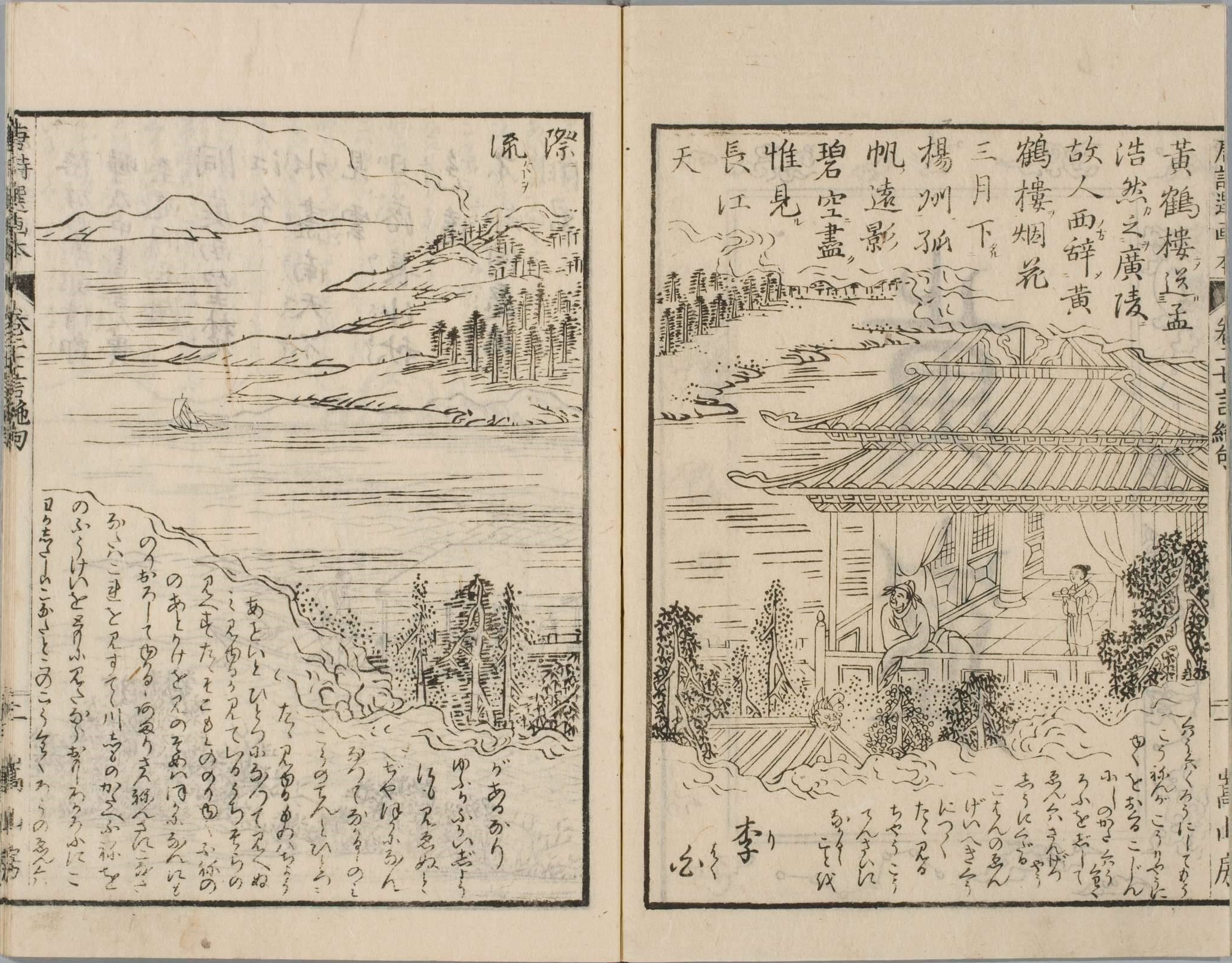
『唐詩選画本』より

南宋の詩人である陸游は『入蜀記』でこの詩について「太白此の楼に登り孟浩然を送るの詩に云う、孤帆遠く碧山に映じて尽き、惟だ見る長江の天際に流るるをと、蓋し帆檣遠山に映ずるは尤も観る可く、江行の久しきに非ざれば知る能は不る也」と言及し、「遠影碧空」でなく「遠映碧山」がふさわしいとした。
明代に『唐詩解』を編んだ唐汝詢は「帆影尽れば即ち目力すでに極まる。江水長き時は離思涯（かぎ）りなし。悵望の情、つぶさに言外に在り」と評した。清の乾隆帝が編んだ『唐宋詩醇』は「語近くして、情遥かなり」と評した。また呉呉山の附注に「極めて浅く極めて深し。極めて淡く極めて濃（こまや）かなり。真に仙筆なり」とある。
この詩は古くから送別詩の傑作として名高く、多くの人から絶唱として愛唱されてきた。

## 影響
盛唐期以降、黄鶴楼は多くの詩人の詠むところとなり、その最高傑作と評されるのは崔顥が720年頃に詠んだ『黄鶴楼』だが、李白のこの『黄鶴楼送孟浩然之広陵』により黄鶴楼の詩跡化はほぼ完成するに至った。